# Elezioni parlamentari in Corea del Sud del 1960
Le elezioni parlamentari in Corea del Sud del 1960 si tennero il 29 giugno, in seguito alla Rivoluzione d'aprile, che aveva portato alle dimissioni di Syngman Rhee. Dopo la rivoluzione studentesca, il potere era stato detenuto brevemente da un'amministrazione ad interim sotto Heo Jeong, che aveva istituito un Parlamento bicamerale ed aveva stabilito la data delle nuove elezioni. L'affluenza fu dell'84,3% e il nuovo Parlamento bicamerale era formato da una camera bassa, la Camera dei Comuni, i cui membri erano eletti con un sistema proporzionale che prevedeva la suddivisione del territorio sudcoreano in collegi plurinominali che eleggevano ciascuno da due a otto deputati, e da una camera alta, il Senato, i cui membri erano eletti con sistema maggioritario. Il Partito Democratico, che era stato all'opposizione durante la prima repubblica, vinse facilmente le elezioni, ottenendo 175 seggi su 233 alla Camera dei Comuni e 31 seggi su 58 al Senato. Queste furono le prime elezioni relativamente prive di brogli in Corea del Sud, ma anche le ultime libere fino alle elezioni presidenziali del 1987. Infatti, il 18 maggio dell'anno seguente ci sarebbe stato il colpo di Stato militare di Park Chung-hee.

## Risultati

### Camera dei Comuni
| Partito Democratico                    | 3 786 401  | 41,71 | 175 |  |  |  |
| Partito Socialista di Massa            | 541 021    | 5,96  | 4   |  |  |  |
| Jayudang                               | 249 960    | 2,75  | 2   |  |  |  |
| Partito Socialista di Corea            | 57 965     | 0,64  | 1   |  |  |  |
| Partito per l'Indipendenza della Corea | 26 649     | 0,29  | –   |  |  |  |
| Partito per l'Unificazione             | 17 293     | 0,19  | 1   |  |  |  |
| Altri                                  | 149 366    | 1,65  | 1   |  |  |  |
| Indipendenti                           | 4 249 180  | 46,81 | 49  |  |  |  |
| Totale                                 | 9 077 835  | 100   | 233 |  |  |  |
|                                        |            |       |     |  |  |  |
| Voti non validi                        | 701 086    | 7,17  |     |  |  |  |
| Votanti                                | 9 778 921  | 84,35 |     |  |  |  |
| Elettori                               | 11 593 432 |       |     |  |  |  |

### Senato
| Liste                       | Voti       | %     | Seggi |
| --------------------------- | ---------- | ----- | ----- |
| Partito Democratico         | 8 195 543  | 76,72 | 31    |
| Jayudang                    | 1 248 753  | 11,69 | 4     |
| Partito socialista di massa | 516 346    | 4,83  | 1     |
| Partito Socialista di Corea | 191 643    | 1,79  | 1     |
| Alleanza per l'Innovazione  | 188 792    | 1,77  | 1     |
| Indipendenti                | 10 349 763 | 96,88 | 20    |
| Totale                      | 10 682 629 | 100   | 58    |

## Conseguenze
In seguito alle elezioni, Chang Myon fu nominato Primo Ministro e fu istituita la seconda repubblica. La costituzione riveduta impose che la seconda repubblica prendesse la forma di un sistema di gabinetto parlamentare dove il presidente assumeva solo un ruolo nominale. Questo fu il primo ed unico caso in cui la Corea del Sud si volse a un sistema parlamentare anziché a uno presidenziale. Yun Bo-seon fu eletto presidente il 13 agosto 1960.
La seconda repubblica vide la proliferazione dell'attività politica che era stata repressa sotto il regime di Rhee. Gran parte di questa attività era condotta da gruppi di sinistra e studenteschi, che erano stati strumentali al rovesciamento della prima repubblica. L'adesione e l'attività sindacale crebbero rapidamente durante i mesi successivi del 1960. Circa duemila dimostrazioni si tennero durante gli otto mesi della seconda repubblica.
Sotto la pressione della sinistra il governo Chang portò a compimento una serie di purghe di ufficiali dell'esercito e della polizia che erano stati coinvolti in attività anti-democratiche o in corruzione. Una legge speciale fu approvata a tal fine il 31 ottobre 1960. 40.000 persone furono poste sotto inchiesta; di queste, più di 2.200 funzionari di governo e 4.000 ufficiali di polizia furono epurati. In aggiunta, il governo valutò di ridurre le dimensioni dell'esercito di 100.000 unità, anche se questo piano fu accantonato.
Anche dal punto di vista economico, il governo aveva di fronte una crescente instabilità. Esso formulò un piano quinquennale, anche se non riuscì ad attuarlo prima di essere rovesciato. La seconda repubblica vide lo hwan perdere metà del suo valore contro il dollaro tra l'autunno del 1960 e la primavera del 1961. Anche la disoccupazione e i prezzi all'ingrosso salirono durante questo periodo.
Il Colpo di Stato militare del 16 maggio 1961, guidato dal maggiore generale Park Chung-hee pose fine alla seconda repubblica. Park era membro di un gruppo di capi militari che auspicavano una depoliticizzazione dell'esercito. Insoddisfatti delle purghe intraprese dalla seconda repubblica e convinti che quello stato di disorientamento sarebbe sfociato nel comunismo, essi presero la faccenda nelle loro mani, e promisero di restituire il governo ad un sistema democratico non appena possibile. Il 2 dicembre 1962 si tenne un referendum, che fu approvato presumibilmente con una maggioranza del 78%. I capi promisero che non si sarebbero candidati nelle prossime elezioni, ma in realtà Park non mantenne la promessa. Con le elezioni presidenziali del 1963 nasceva ufficialmente la Terza Repubblica.